# Чемпіонат СРСР з футболу 1990: перша зона другої ліги
Чемпіонат УРСР з футболу 1990 — 20-й турнір серед команд української зони другої ліги. Тривав з 8 квітня по 4 листопада 1990 року.

## Огляд
У порівнянні з минулим сезоном кількість учасників зменшилась на вісім клубів. Так у буферній зоні другої ліги виступали: «Буковина» (Чернівці), «Волинь» (Луцьк), «Нива» (Тернопіль), «Зоря» (Ворошиловград), «Нива» (Вінниця), «Кремінь» (Кременчук), СКА (Одеса), «Ворскла» (Полтава) і «Закарпаття» (Ужгород). Відповідно і зменшилась кількість матчів: з 52 до 36. 
Вперше в історії переможцем турніру став запорізький клуб «Торпедо» (головний тренер — Євген Лемешко). Срібні і бронзові нагороди отримали відповідно миколаївський «Суднобудівник» (головний тренер — Іван Балан) та рівненський «Авангард» (головний тренер — Роман Покора).
Перемогу в суперечці бомбардирів ліги здобув Сергій Морозов з Миколаєва (20 забитих м'ячів). На один гол менше забив Роман Бондаренко з «Торпедо», а ще на чотири — Юрій Горячев («Суднобудівник»).

## Підсумкова таблиця
| Місце | Команда                          | В  | Н  | П  | М'ячі | О  |
| ----- | -------------------------------- | -- | -- | -- | ----- | -- |
| 1     | «Торпедо» (Запоріжжя)            | 23 | 8  | 5  | 53—25 | 54 |
| 2     | «Суднобудівник» (Миколаїв)       | 24 | 5  | 7  | 60—31 | 53 |
| 3     | «Авангард» (Рівне)               | 21 | 11 | 4  | 53—27 | 53 |
| 4     | «Полісся» (Житомир)              | 23 | 5  | 8  | 53—27 | 51 |
| 5     | «Кристал» (Херсон)               | 18 | 9  | 9  | 61—44 | 45 |
| 6     | «Нафтовик» (Охтирка)             | 17 | 10 | 9  | 45—29 | 44 |
| 7     | «Прикарпаття» (Івано-Франківськ) | 15 | 8  | 13 | 32—32 | 38 |
| 8     | «Шахтар» (Павлоград)             | 14 | 9  | 13 | 37—39 | 37 |
| 9     | «Динамо» (Біла Церква)           | 14 | 7  | 15 | 37—38 | 35 |
| 10    | «Колос» (Нікополь)               | 13 | 9  | 14 | 43—40 | 35 |
| 11    | СКА (Київ)                       | 14 | 4  | 18 | 40—41 | 32 |
| 12    | «Десна» (Чернігів)               | 13 | 6  | 17 | 35—39 | 32 |
| 13    | «Чайка» (Севастополь)            | 11 | 8  | 17 | 35—46 | 30 |
| 14    | «Поділля» (Хмельницький)         | 10 | 10 | 16 | 37—46 | 30 |
| 15    | «Кривбас» (Кривий Ріг)           | 10 | 6  | 20 | 40—53 | 26 |
| 16    | «Дніпро» (Черкаси)               | 8  | 7  | 21 | 26—48 | 23 |
| 17    | «Океан» (Керч)                   | 7  | 9  | 20 | 31—55 | 23 |
| 18    | «Маяк» (Харків)                  | 6  | 10 | 20 | 19—48 | 22 |
| 19    | «Зірка» (Кіровоград)             | 7  | 7  | 22 | 32—61 | 21 |

## Результати
```
                 1   2   3   4   5   6   7   8   9   10  11  12  13  14  15  16  17  18  19 
1.Торпедо       xxx 2-0 3-0 1-0 2-1 2-0 2-0 1-1 1-0 0-0 2-0 2-1 8-1 3-1 3-2 3-0 1-0 1-0 4-1  
2.Суднобудівник 4-0 xxx 3-1 0-3 2-0 3-0 0-0 3-0 3-0 1-0 4-3 2-0 2-1 3-1 3-0 1-0 2-1 3-0 2-0  
3.Авангард      0-0 3-1 xxx 3-1 2-0 1-1 1-0 2-0 3-0 1-0 4-3 2-1 2-1 3-1 2-0 1-0 1-1 2-1 1-0  
4.Полісся       1-0 2-0 0-2 xxx 1-0 1-0 1-1 4-0 2-0 0-0 2-1 3-1 2-1 2-1 3-1 2-0 1-0 1-0 1-0  
5.Кристал       2-2 4-3 1-1 2-0 xxx 2-0 2-1 1-0 1-1 2-0 3-2 2-0 3-2 4-2 2-2 1-0 4-0 4-0 2-0  
6.Нафтовик      1-2 3-0 1-1 1-0 1-2 xxx 0-0 3-0 2-0 2-2 1-0 0-1 2-1 2-1 2-0 1-0 2-0 4-0 4-3  
7.Прикарпаття   1-1 2-1 0-2 0-2 1-1 0-2 xxx 1-0 0-0 2-1 1-0 1-0 3-0 1-0 0-0 1-0 2-0 2-1 2-0  
8.Шахтар        3-0 0-0 0-0 1-2 2-2 1-1 1-0 xxx 2-0 0-0 1-1 2-3 2-0 2-0 1-0 1-0 1-0 3-0 3-1  
9.Динамо        0-1 1-2 1-1 1-0 0-2 0-0 3-3 2-0 xxx 0-2 2-0 2-0 2-1 1-0 3-1 3-0 3-0 1-1 3-0  
10.Колос        0-1 1-2 0-0 1-2 1-0 2-1 1-0 2-4 0-0 xxx 1-0 2-1 1-2 2-2 4-0 1-1 4-1 2-1 4-1  
11.СКА Київ     3-1 1-1 0-0 1-2 0-1 0-2 0-1 1-0 2-0 3-1 xxx 2-1 1-0 0-0 2-0 0-1 1-0 1-2 2-0  
12.Десна        0-1 0-1 1-2 1-2 4-1 0-0 1-0 0-1 1-0 1-0 1-0 xxx 1-0 2-0 2-1 2-1 0-0 3-1 0-0  
13.Чайка        0-4 0-1 0-2 0-0 0-0 1-0 1-0 1-1 2-0 2-0 0-1 1-1 xxx 0-0 2-1 2-1 1-0 3-0 1-0  
14.Поділля      1-2 0-0 0-0 3-3 2-0 1-1 3-1 1-0 1-2 0-0 1-2 1-0 1-0 xxx 2-1 1-1 3-1 0-1 2-0  
15.Кривбас      1-0 0-2 4-2 1-1 1-2 0-1 0-1 3-0 1-0 2-0 0-2 0-1 1-1 2-1 xxx 5-1 2-0 2-0 3-1  
16.Дніпро       0-2 1-2 0-2 0-2 3-2 0-1 0-1 1-1 0-2 1-3 1-0 2-1 0-0 2-0 3-1 xxx 2-0 2-0 0-0  
17.Океан        0-0 0-1 2-1 2-1 3-2 1-1 1-2 0-1 2-3 0-1 2-1 2-1 5-3 1-1 1-1 1-1 xxx 0-0 3-1  
18.Маяк         0-0 1-1 0-0 1-0 1-1 1-1 2-0 0-2 1-0 0-1 1-2 1-1 0-1 1-2 1-0 0-0 0-0 xxx 0-1  
19.Зірка        0-0 0-1 0-2 0-3 2-2 0-1 2-1 3-0 0-1 4-3 1-2 1-1 3-3 0-1 1-1 2-1 3-1 1-0 xxx 
```

## Бомбардири
| Футболіст          | Команда                    | Голи |
| ------------------ | -------------------------- | ---- |
| Сергій Морозов     | «Суднобудівник» (Миколаїв) | 20   |
| Роман Бондаренко   | «Торпедо» (Запоріжжя)      | 19   |
| Юрій Горячев       | «Суднобудівник» (Миколаїв) | 15   |
| Анатолій Лукашенко | «Полісся» (Житомир)        | 14   |
| Віктор Побегаєв    | «Динамо» (Біла Церква)     | 14   |
| Едуард Денисенко   | «Зірка» (Кіровоград)       | 13   |
| Юрій Леонов        | «Полісся» (Житомир)        | 12   |
| Віктор Яблонський  | СКА (Київ)                 | 12   |
| Сергій Грозов      | «Кристал» (Херсон)         | 11   |
| Сергій Думенко     | «Шахтар» (Павлоград)       | 11   |
| Паша Касанов       | «Полісся» (Житомир)        | 11   |
| Вадим Колесник     | «Нафтовик» (Охтирка)       | 11   |
| Богдан Самардак    | «Авангард» (Рівне)         | 11   |
| Олександр Усатий   | «Кривбас» (Кривий Ріг)     | 11   |
| Ігор Четверик      | «Десна» (Чернігів)         | 11   |
| Ярослав Козак      | «Авангард» (Рівне)         | 10   |
| Леонід Гайдаржи    | «Кристал» (Херсон)         | 10   |
| Валерій Софілканич | «Кривбас» (Кривий Ріг)     | 10   |

## Призери
| 1. «Торпедо» (Запоріжжя) |
| Воротарі: Володимир Марчук (29), Павло Тимченко (10). Захисники: Іван Ледней (36, 4), Віктор Трегубов (36, 7), Валентин Козлов (31), Ігор Товкач (31), Олександр Волков (29, 2), Юрій Маркін (17), Юрій Черенков (9), Ігор Черкун (9, 1), Андрій Максименко (6), Андрій Марєєв (6). Півзахисники: Юрій Бакалов (36, 2), Микола Федоренко (35, 5), Олексій Варнавський (33, 2), Олександр Волков (29, 2), Сергій Іріоглу (25), Ігор Булгаков (18), Олексій Антюхін (16), Ігор Якубовський (10), Сергій Перепаденко (4). Нападники: Роман Бондаренко (36, 19), Сергій Дягель (34, 6), Олександр Меньшиков (8, 4), Євген Бурхан (6), Владислав Захарченко (1). Автогол: В'ячеслав Хруслов («Полісся»). Головний тренер — Євген Лемешко, начальник команди — Анатолій Колесников, тренери — Володимир Атаманюк, Володимир Ходус. |
| 2. «Суднобудівник» |
| Воротарі: Анатолій Ставка (35), Юрій Панфілов (5). Захисники: Володимир Зінченко (35, 4), Ігор Мілютін (35, 2), Віктор Руссу (35, 1), Олег Сич (32), Микола Тимофєєв (25), Сергій Бугай (1). Півзахисники: Валерій Машнін (35, 4), Валерій Високос (29), Сергій Парастаєв (29), Андрій Жовжаренко (19), Олександр Фоменко (7). Нападники: Сергій Морозов (36, 20), Юрій Горячев (35, 15), Вадим Сорокін (32, 3), Віталій Шишов (20, 1), Андрій Яковлєв (19, 1), Михайло Зубчук (15, 1), Сергій Мурадян (15, 7), Юрій Бойко (3). Автогол: Леонід Гайдаржи («Кристал»). Головний тренер — Іван Балан, начальник команди — Леонід Малий, тренер — Олександр Патрашко. |
| 3. «Авангард» (Рівне) |
| Воротарі: Олег Сироквашко (31), Юрій Кубишкін (7). Захисники: Юрій Ушмаєв (36, 1), Олег Синицький (34, 5), Ігор Кабанець (33, 1), Ігор Сарнавський (27, 1), Орест Баль (19), Ігор Красій (9), Ігор Баїк (5), Юрій Лелюк (3). Півзахисники: Володимир Новак (36, 6), Анатолій Петрик (36, 1), Володимир Різник (34, 2), Андрій Воротеляк (23, 1), Микола Калищук (23, 4), Володимир Бердовський (7, 2). Нападники: Богдан Самардак (36, 11), Ярослав Козак (35, 10), Олег Бондар (34, 8), Ярослав Гринишин (24), Сергій Банецький (16), Михайло Дем'янчук (8), Роман Гладкий (2). Головний тренер — Роман Покора, начальник команди — Василь Курилов, тренер — В'ячеслав Кобилецький. |

## Клуб бомбардирів
Вісімнадцять футболістів забили понад сто м'ячів, виступаючи за українські команди другої ліги. Символічний клуб бомбардирів має такий вигляд:
| №  | Футболіст            | Сезон | Голи |
| -- | -------------------- | ----- | ---- |
| 1  | Володимир Шишков     | 1985  | 180  |
| 2  | Сергій Шевченко      | 1984  | 171  |
| 3  | Ігор Яворський       | 1989  | 156  |
| 4  | Василь Мартиненко    | 1987  | 149  |
| 5  | Віктор Насташевський | 1984  | 144  |
| 6  | Паша Касанов         | 1985  | 141  |
| 7  | Степан Павлов        | 1988  | 139  |
| 8  | Віктор Олійник       | 1988  | 133  |
| 9  | Сергій Шмундяк       | 1983  | 132  |
| 10 | Олександр Новиков    | 1986  | 129  |
| 11 | Віталій Дмитренко    | 1983  | 126  |
| 12 | Юрій Смагін          | 1987  | 120  |
| 13 | Валентин Дзіоба      | 1979  | 118  |
| 14 | Геннадій Горшков     | 1985  | 115  |
| 15 | Володимир Чирков     | 1985  | 109  |
| 16 | Едуард Валенко       | 1989  | 106  |
| 17 | Володимир Науменко   | 1989  | 104  |
| 18 | Євген Дерев'яга      | 1979  | 102  |

Після прізвища футболіста вказано рік, коли забито сотий м'яч, а також сумарну кількість голів.

## Фінальний турнір КФК
| Місце | Команда                     | В | Н | П | М'ячі | О |
| ----- | --------------------------- | - | - | - | ----- | - |
| 1     | «Автомобіліст» (Суми)       | 3 | 2 | 0 | 10—4  | 8 |
| 2     | «Маяк» (Очаків)             | 3 | 0 | 2 | 7—5   | 6 |
| 3     | «Сталь» (Комунарськ)        | 2 | 2 | 1 | 10—6  | 6 |
| 4     | «Темп» (Шепетівка)          | 2 | 1 | 2 | 7—8   | 5 |
| 5     | «Стахановець» Стаханов)     | 1 | 1 | 3 | 5—8   | 3 |
| 6     | «Карпати» (Кам'янка-Бузька) | 1 | 0 | 4 | 3—11  | 2 |